# 北海道道751号新篠津金沢線

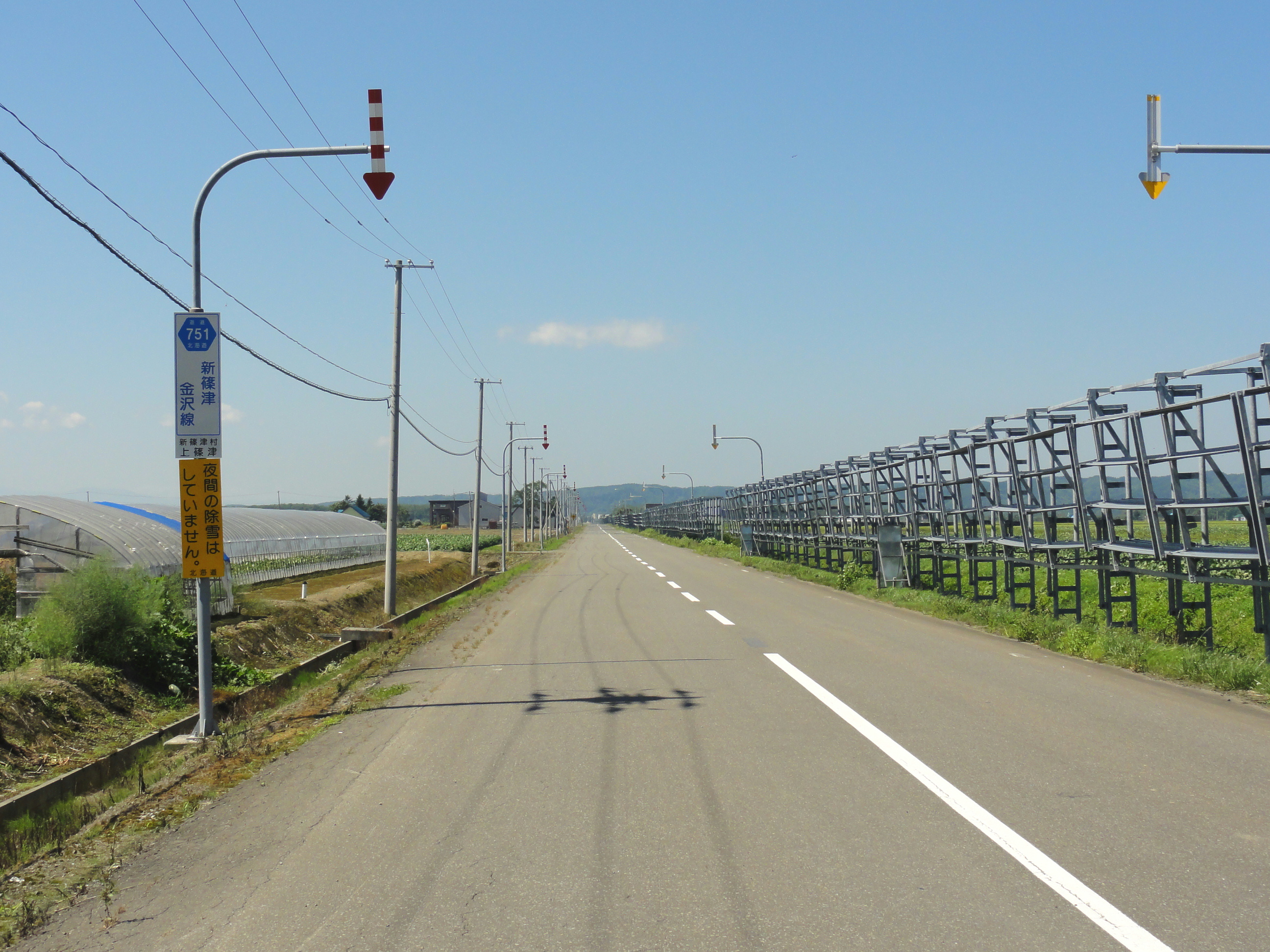
新篠津村上篠津付近（2012年8月）

北海道道751号新篠津金沢線（ほっかいどうどう751ごう しんしのつかなざわせん）は、北海道石狩郡新篠津村と当別町を結ぶ一般道道（北海道道）である。

## 概要

### 路線データ
- 起点：北海道石狩郡新篠津村第47線（北海道道1121号月形幌向線交点）
- 終点：北海道石狩郡当別町金沢（国道275号交点）
- 路線延長：6.0km

## 歴史
- 1972年（昭和47年）3月31日 路線認定[1]。

## 路線状況

### 道路施設
主な橋梁
- 四十五線橋 竣工1999年（平成11年）
- 北8号橋 竣工1962年（昭和37年）
- 北8号村界橋 竣工2010年（平成22年）

## 地理

### 通過する自治体
- 石狩振興局
  - 石狩郡
    - 新篠津村
    - 当別町

### 交差する道路
新篠津村
- 北海道道1121号月形幌向線 - 第47線（起点）

当別町
- 国道275号 - 金沢（終点）